# ثعبان العشب
ثعبان العشب أو النطريق الشائع أو حُفَّاث مُطَوَّق أو مُطوَّقة (الاسم العلمي:Natrix natrix) (بالإنجليزية: Grass snake)‏ ويسمى أحيانا الأفعى المطوقة أو ثعبان الماء هو نوع من الزواحف يتبع جنس النطريق من فصيلة الأحناش.
وهو أكبر الزواحف في بريطانيا. إنه من أكبر الأفاعي الثلاثة البريطانية ويمكن العثور عليه في جميع أنحاء المناطق الجنوبية من بريطانيا ، وعموما في المناطق القريبة من المياه حيث يمكن أن تجد طعامها المفضل، من الضفادع وصغار الضفادع.
أحد الأسباب انها تستطيع الصمود في مناخ بريطانيا لأنه يحدث لها إسبات من أكتوبر وحتى آذار / مارس ونيسان / أبريل، وهو من أوراسيا ثعبان غير - سام .
وغالبا ما يوجد بالقرب من الماء ويتغذى بشكل حصري تقريبا على البرمائيات.

## أصل الكلمة
ربما مشتق من اسم  natrix  من اللاتينية  nare  أو  natare  «يسبح».

## الوصف
ثعبان العشب هو أكبر الزواحف الأرضية في بريطانيا ، هذا الثعبان عادة بلون الزيتون الأخضر والبني أو رمادي اللون، مع صف متغير من أشرطة سوداء على طول الجانبين، وأحيانا مع علامات دائرية أصغر حجما على طول الظهر في صفوف مزدوجة، متوسط طول إناث ثعبان العشب 75 – 80 سم، ومتوسط طول الذكور 65 سم
الجانب السفلي من ثعبان العشب باللون الابيض أو الاصفر مع علامات مستطيلة، وطوق أسود وأصفر سمة موجود خلف الرأس، تنشأ أحيانا سوداء تماما، ذكور وإناث ثعابين العشب متشابهة عموما في المظهر، وعلى الرغم من أن الإناث غالبا ما تكون أكبر ؛ يمكن التعرف على الذكور من خلال وجود تورم في قاعدة الذيل وحقيقة أن لديهم ذيول أطول من الإناث

## البيئة

### التغذية
الثعابين العشبية تتغذى أساسا على البرمائيات، وخاصة الضفدع المشترك والضفدع الشائع، على الرغم من أنها قد تأكل أيضا في بعض الأحيان النمل. وقد لوحظ الثعابين الأسيرة تتناول ديدان الأرض التي تفترسها بنفسها، ولكن لا تتعاطى أصناف فريسة ميتة أبدا.
ثعبان العشب يستمد دفء جسمه من البيئة، يستلقي في الشمس بعد خروجه في الصباح من أجل الوصول إلى درجات حرارة عالية بما يكفي الجسم ليكون قادر على العمل بكفاءة وهضم فريسته، خلال فصل الشتاء درجات الحرارة منخفضة للغاية لذلك يحاول ثعبان العشب إيجاد أماكن خالية من الصقيع مثل أوراق قمامة عميقة أو أكوام الصخور للسبات بين أكتوبر ومارس أو أبريل

### التكاثر
المغازلة والتزاوج يحدث من مارس إلى يونيو، يضع البيض في السماد أو أكوام حيث الغطاء النباتي المتعفن يخلق الظروف الحارة، تطوير البيض يعتمد على درجة الحرارة، ولكن عادة ما يحدث الفقس خلال ستة إلى ثمانية أسابيع بعد وضع البيض.
ثعبان العشب الذكور تصبح ناضجة في سن 3 سنوات من العمر، ولكن الإناث لا تبدأ التوالد حتى بلوغهم السنة الرابعة أو الخامسة، بعد بلوغ مرحلة النضج، الذكور تغير جلدهم مرتين في السنة، في حين أن الإناث تغيرها مرة واحدة في السنة فقط قبل وضع البيض. ثعبان العشب يمكن أن تعيش لمدة تصل إلى 15 سنة.

### الهجرة
بعد التكاثر في الصيف الثعابين تميل إلى الاصطياد وربما تتفاوت على نطاق واسع خلال هذا الوقت، التحرك يصل إلى عدة مئات من الأمتار خلال اليوم.

## التوزيع
ثعبان العشب هو مفترس الضفادع ، وسمندل الماء، الأسماك والثدييات الصغيرة والطيور الصغيرة، هو سباح جيد، قادر على البقاء في المياه لأكثر من نصف ساعة، تم العثور على ثعبان العشب في المناطق المنخفضة في بريطانيا ، على نطاق واسع وشائع في بعض مناطق الجنوب والجنوب الشرقي من إنجلترا، نادر في وسط ويلز، وثعبان العشب له توزيع واسع في قارة أوروبا، من جنوب الدول الاسكندنافية إلى جنوب إيطاليا، حيث بلغ الشرق الأقصى وبحيرة بايكال. وأيضا في شمال غرب أفريقيا
ثعبان العشب هو من الأنواع المائية التي عادة ما ترتبط بشكل وثيق مع الماء، انها وجدت في موائل تضم البرك والبحيرات، والجداول، والمستنقعات والخنادق، والتي توفر الوصول إلى أشعة الشمس للمأوى، ويمكن أيضا العثور عليها في الغابات المفتوحة والأراضي العشبية الخام، والمروج الرطبة والحدائق والمتنزهات والسياجات من الشجيرات

### الدفاع
غير سام، والدفاع الوحيد للثعبان هو إنتاج ثوم - سائل رائحة من الغدد الشرجية، أو تتظاهر بالموت (الموت الظاهري) بأن يصبح يعرج تماما.

## الصور

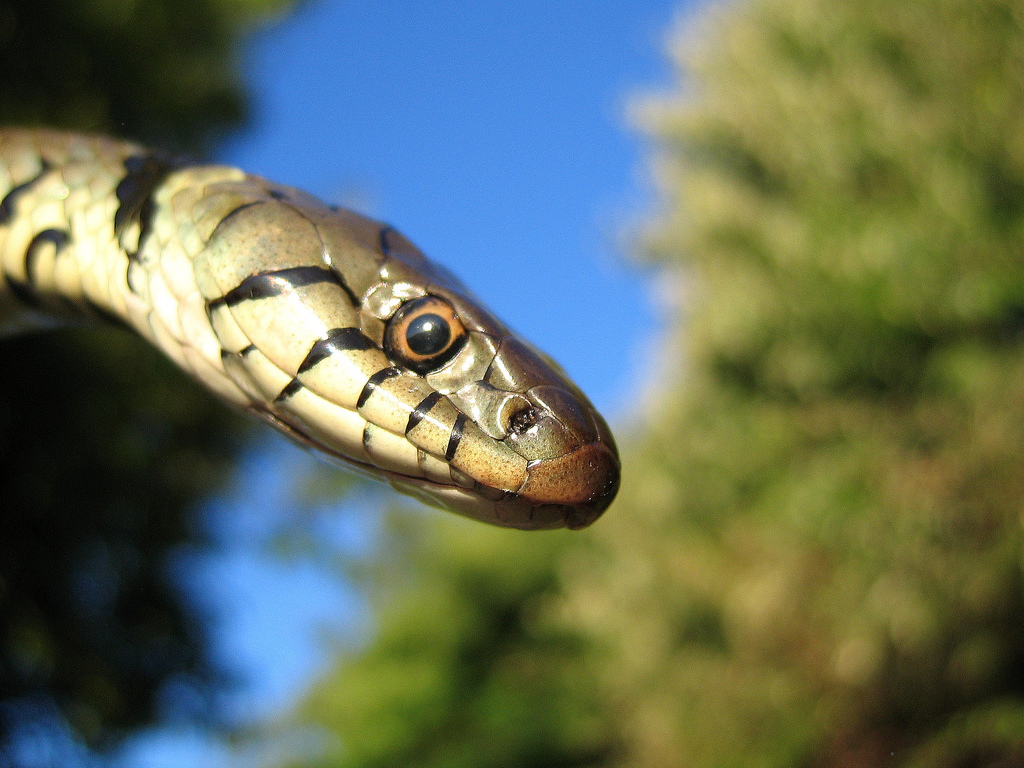
1-م صنف في بريطانيا العظمى
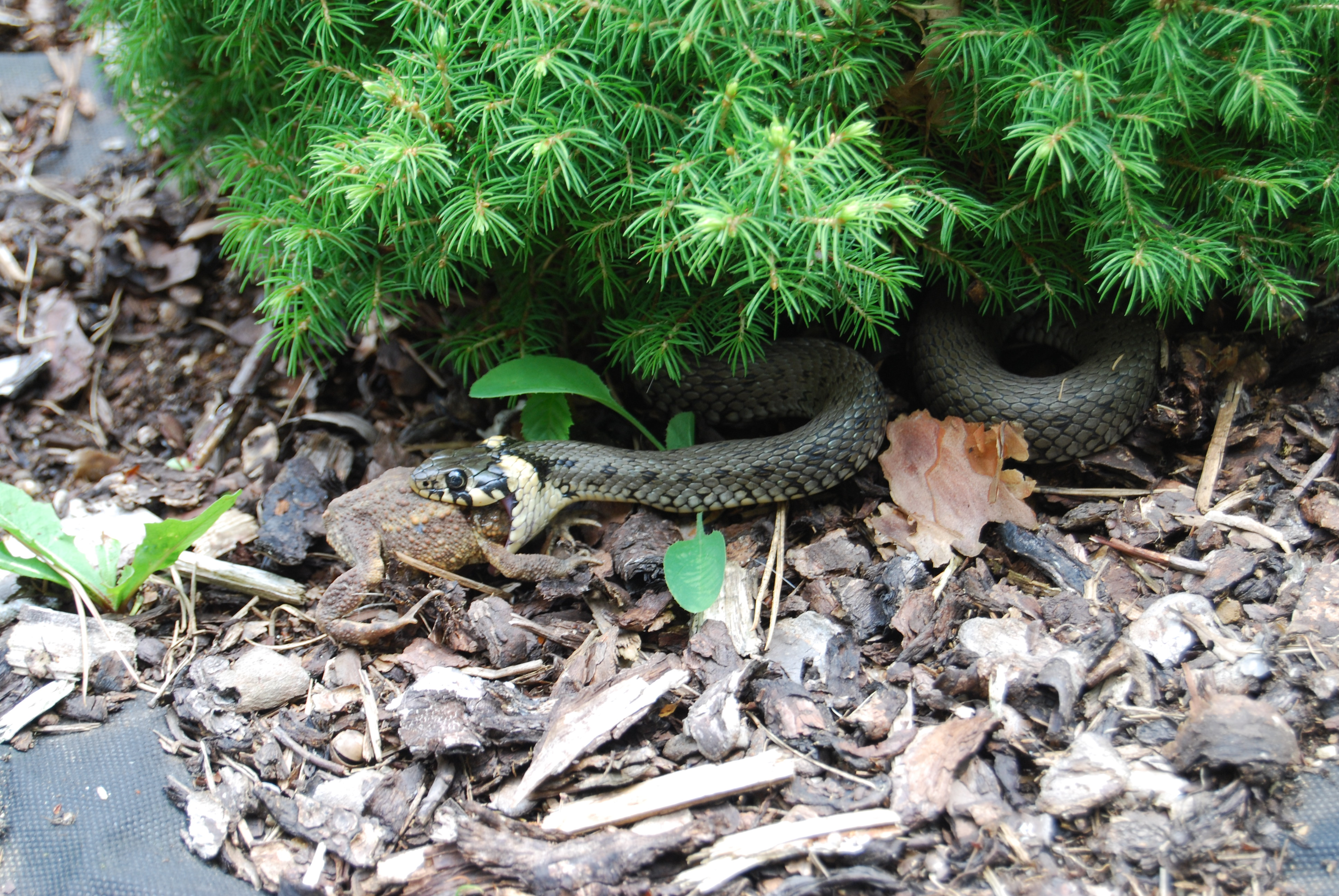
يتعاطى ضفدع مشترك, التشيك
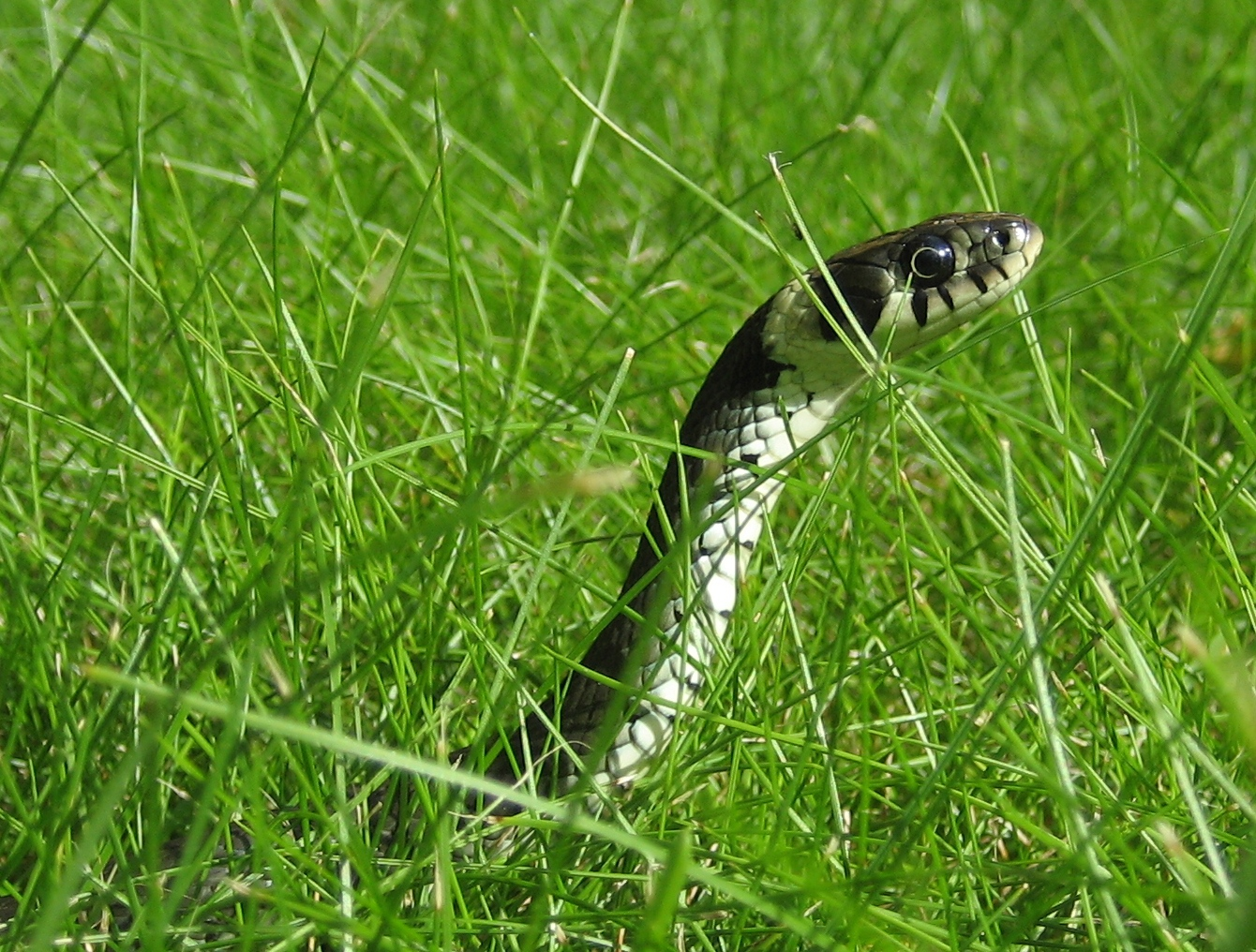
الصيد في أوائل الخريف، السويد
- Copulation
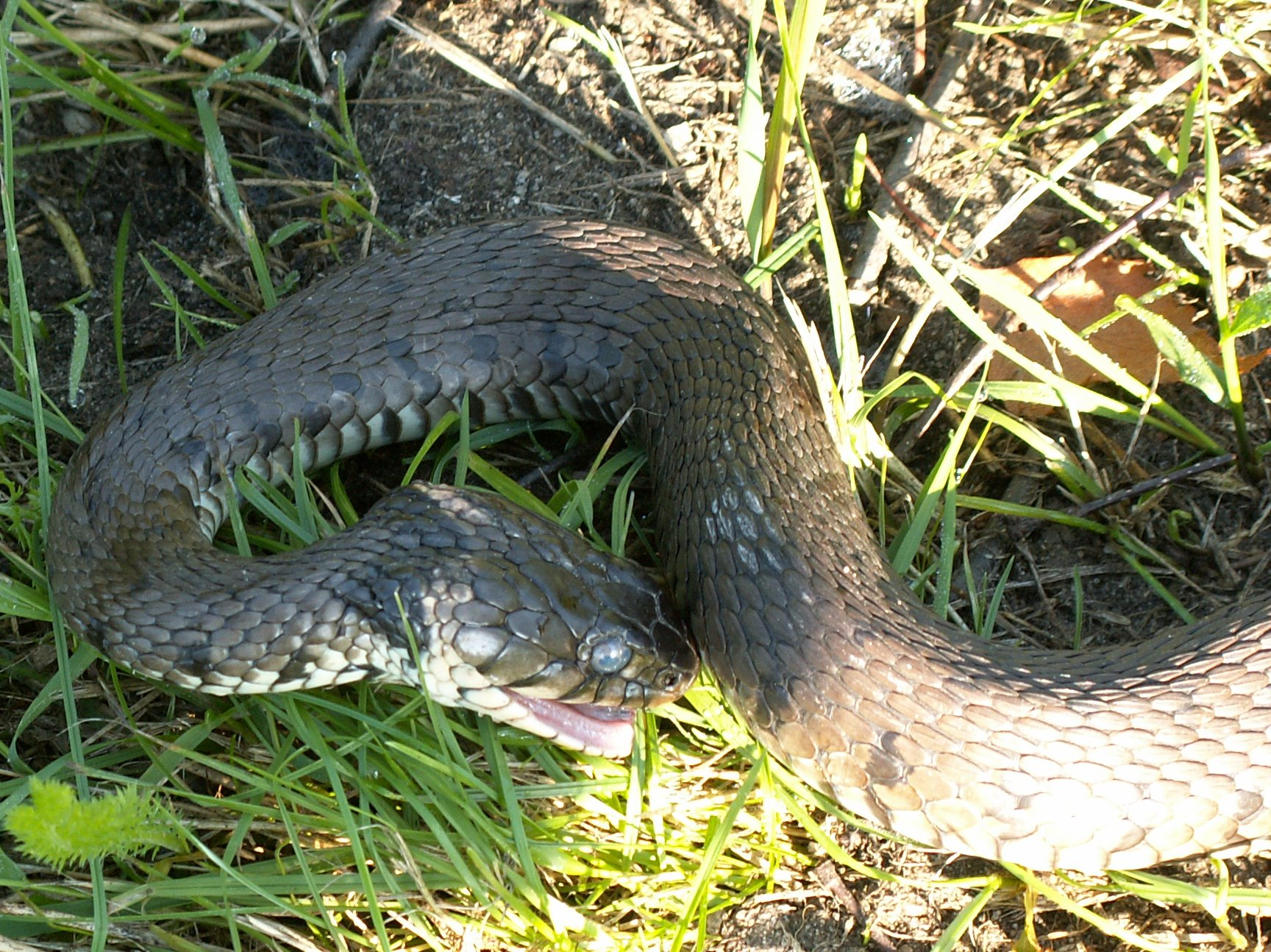
Playing dead, also in ecdysis
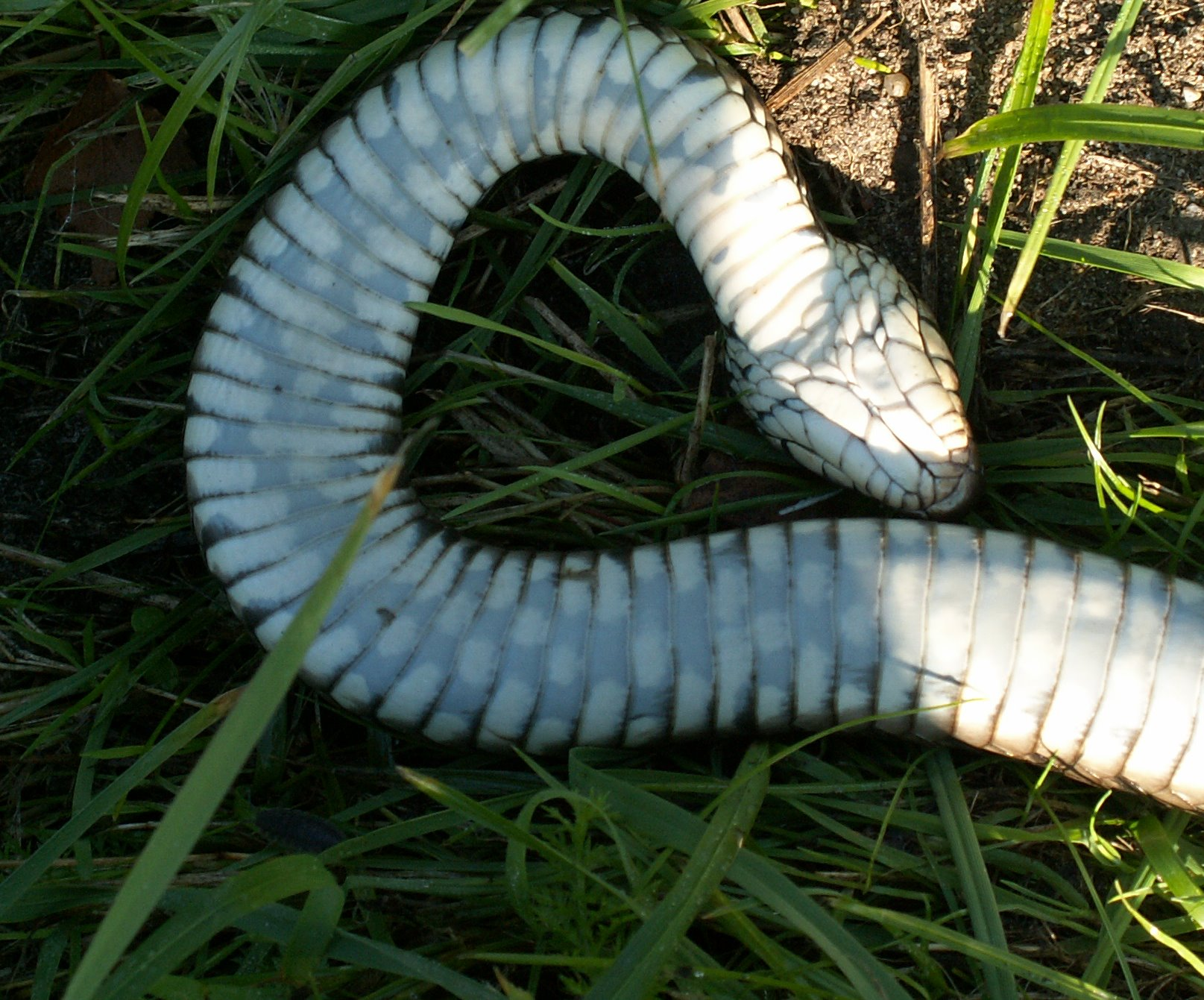
Underside (playing dead)
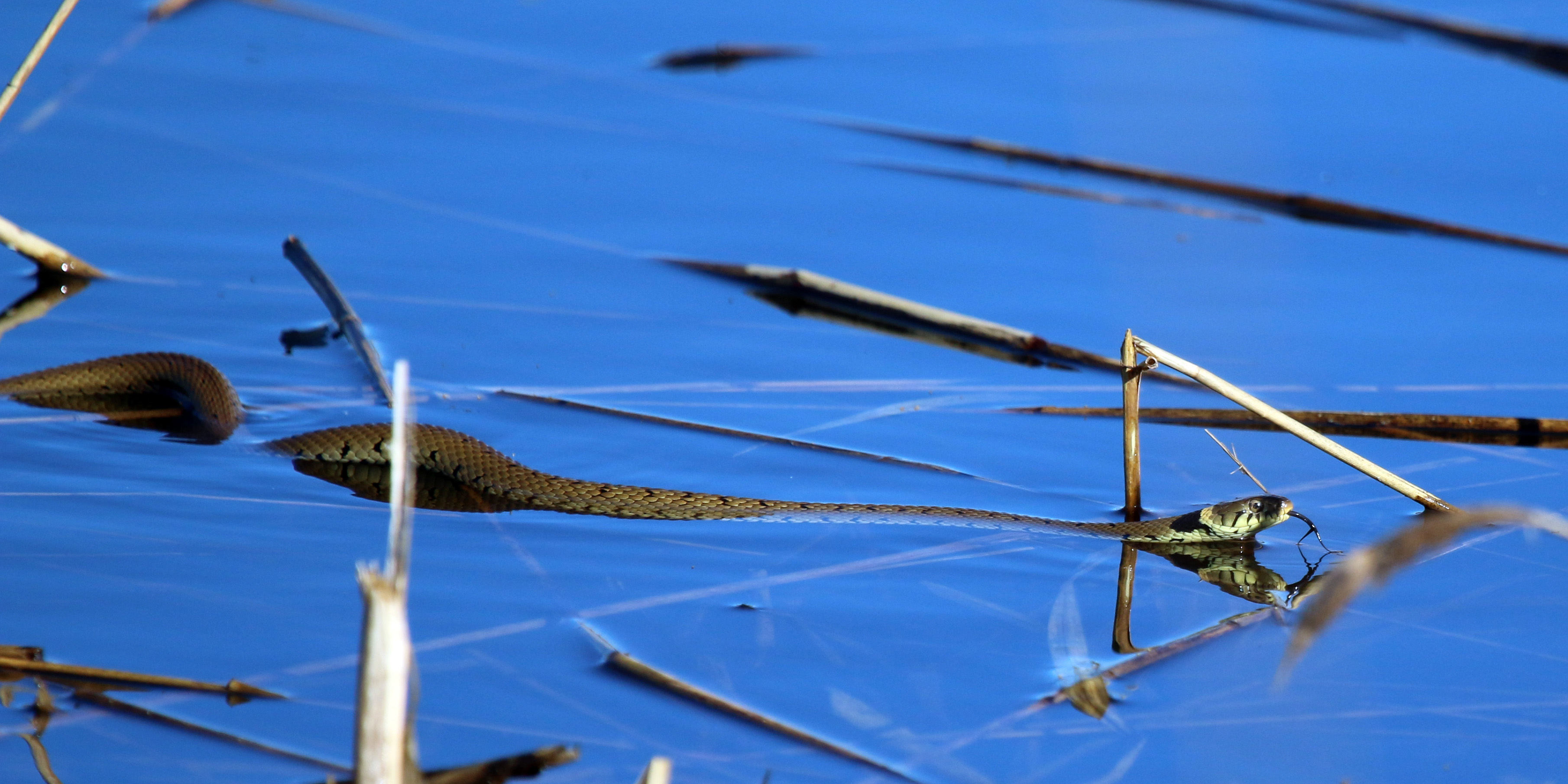
Swimming at Otmoor، Oxfordshire